# Browar Žatec
Browar Žatec – znajduje się w mieście Žatec, w powiecie Louny, w północno-zachodnich Czechach. Firma nawiązuje do tradycji pierwszego žateckiego mieszczańskiego przemysłowego browaru, założonego w roku 1801. Od 2023 roku funkcjonuje jako mały browar rzemieślniczy.

## Struktura własnościowa
Jedynym właścicielem browaru jest firma Žatecký pivovar s.r.o. Sto procent udziałów posiadała firma Kordoni Holdings Limited z siedzibą w Nikozji na Cyprze, której właściciele byli nieznani. Na początku kwietnia 2014 r. duńska grupa Carlsberg oświadczyła, że odkupuje od cypryjskiej firmy 51% udziałów. Miało to pomóc w eksporcie žateckiego piwa na nowe rynki, przy czym receptura i proces produkcyjny miały być zachowane.
W 2022 roku browar został zamknięty, rok później odtworzono go jako browar rzemieślniczy czeskiego przedsiębiorstwa Sedmý schod s.r.o..

## Wyroby browaru
- Žatec světlé (4,1% vol.)
- Žatec Premium (4,8% vol.)
- Žatec Export (5,1% vol.)
- Žatec Dark Label (5,7% vol.)
- Baronka Premium (5,3% vol.)
- Žatec Blue Label (4,6% vol.)
- Celia – bezlepkové pivo (4,5% vol.)
- Celia Dark – tmavé bezlepkové pivo (5,7% vol.)
- Cornish Steam lager (5,1% vol.)
- Sedmý schod (5,5% vol.)
- Plavčík (3,8% vol.)[5]

## Historia
Tradycja warzenia piwa w Žatcu ma ponad 700 lat.
- 1261 Powstanie cechu žateckich mieszczan uprawnionych do warzenia piwa.
- 1798 Położenie kamienia węgielnego przemysłowego mieszczańskiego browaru.
- 1801 Rozpoczęcie warzenia piwa w mieszczańskim browarze[6][7].